# Skiftregister

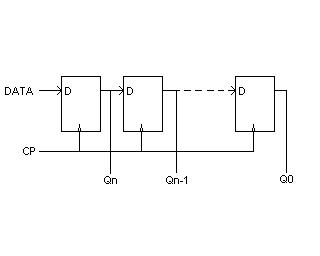
Ett skiftregister bestående av D-vippor

Ett skiftregister är en digital krets som tillåter att data klockas in seriellt. Den består vanligtvis av en serie D-vippor (som i figur) men kan också bestå av en serie SR-vippor. En D-vippa lagrar vanligtvis data på positiv klockflank hos klockpulsen CP. Det tillstånd data har när CP går positivt kommer alltså att överföras till utgången Q och sen fortplanta sig in i skiftregistret i takt med CP. Om LSB kommer först så kan man få en seriell till parallell omvandling enligt figur.